# Eccellenza Sicilia 2024-2025
Il campionato italiano di calcio di Eccellenza regionale 2024-2025 è il trentaquattresimo organizzato in Italia. Rappresenta il quinto livello del calcio italiano.
Questi sono i gironi organizzati dal Comitato Regionale della Sicilia.

## Stagione

### Avvenimenti
Rispetto alla stagione precedente, tre sono le squadre promosse in Serie D (da cui per la prima volta non retrocedono squadre siciliane), sei le retrocesse in Promozione, da cui salgono le quattro vincenti dei gironi Aci Sant'Antonio, Rosmarino, San Giorgio Piana e Vittoria, più l'Avola vincente dei play-off regionali e il San Vito Lo Capo vincente della Coppa Italia Promozione Sicilia. In sede di iscrizione si registra poi la defezione della Pro Favara, che si iscrive in Serie D mediante la fusione con il Canicattì. Si rendono pertanto necessari i ripescaggi di quattro squadre: Palazzolo, Parmonval, Gioiosa e Lascari-Cefalù.
I calendari vengono pubblicati il 2 settembre 2024.

### Fusioni e cambi di denominazione
- Da U.S. Mazara 46 a Marsala 1912
- Da A.C. Geraci ad A.S.D. Partinicaudace
- F.C. Misterbianco 2011 (Eccellenza) e Misterbianco Calcio (Promozione) si fondono nell'A.S.D. Città di Misterbianco.

### Formula
La squadra prima classificata di ogni girone viene promossa direttamente in Serie D. Le squadre classificate dal secondo al quinto posto disputano i play-off regionali per un posto nei play-off nazionali. Le squadre classificate dal dodicesimo al quindicesimo posto disputano i play-out. La squadra ultima classificata di ogni girone viene retrocessa direttamente in Promozione.
Play-off e play-out si disputano soltanto se fra le due squadre ipoteticamente coinvolte ci sono meno di 10 punti di distacco. Se la seconda classificata ha almeno dieci punti di vantaggio sulla terza accederà direttamente alla fase nazionale degli spareggi.

## Girone A

### Squadre partecipanti
| Club                                | Città                        | Stadio                               | Stagione precedente                                                                            |
| ----------------------------------- | ---------------------------- | ------------------------------------ | ---------------------------------------------------------------------------------------------- |
| A.S.D. Accademia Trapani            | Trapani                      | Stadio Roberto Sorrentino            | 12º posto in Eccellenza Sicilia/A                                                              |
| A.S.D. Athletic Club Palermo        | Palermo                      | Stadio Salvatore Favazza (Terrasini) | 8º posto in Eccellenza Sicilia/A                                                               |
| A.S.D. Casteldaccia                 | Casteldaccia (PA)            | Stadio Fiorilli                      | 13º posto in Eccellenza Sicilia/A, salvo dopo il play-out                                      |
| A.S.D. Castellammare Calcio 94      | Castellammare del Golfo (TP) | Stadio Giorgio Matranga              | 4º posto in Eccellenza Sicilia/A                                                               |
| A.C.D. Don Carlo Misilmeri          | Misilmeri (PA)               | Stadio Giovanni Aloisio              | 7º posto in Eccellenza Sicilia/A                                                               |
| A.S.D. Folgore Calcio Castelvetrano | Castelvetrano (TP)           | Stadio Paolo Marino                  | 10º posto in Eccellenza Sicilia/A                                                              |
| A.S.D. Città di Gela                | Gela (CL)                    | Stadio Vincenzo Presti               | 6º posto in Eccellenza Sicilia/B                                                               |
| Pol.D. Lascari-Cefalù               | Cefalù e Lascari (PA)        | Stadio comunale (Lascari)            | 5º posto in Promozione Sicilia/B, ripescata                                                    |
| S.S.D. Marsala 1912                 | Marsala (TP)                 | Stadio Antonino Lombardo Angotta     | 4º posto in Promozione Sicilia/A                                                               |
| A.S.D. Oratorio S. Ciro e Giorgio   | Marineo (PA)                 | Stadio Biagio Conte                  | 9º posto in Eccellenza Sicilia/A                                                               |
| A.S.D. Parmonval                    | Palermo (Partanna-Mondello)  | Stadio Franco Lo Monaco              | 2º posto in Promozione Sicilia/A, ripescata                                                    |
| A.S.D. Partinicaudace               | Partinico (PA)               | Stadio Salvatore Favazza (Terrasini) | 9º posto in Promozione Sicilia/A                                                               |
| A.S.D. San Giorgio Piana            | Piana degli Albanesi (PA)    | Stadio A. Li Cauli                   | 1º posto in Promozione Sicilia/A, promosso                                                     |
| A.S.D. Città di San Vito Lo Capo    | San Vito Lo Capo (TP)        | Stadio comunale                      | 3º posto in Promozione Sicilia/A, promosso come vincente della Coppa Italia Promozione Sicilia |
| A.S.D. Supergiovane Castelbuono     | Castelbuono (PA)             | Stadio Luigi Failla                  | 6º posto in Eccellenza Sicilia/A                                                               |
| SCSD Unitas Sciacca Calcio          | Sciacca (AG)                 | Stadio Luigi Riccardo Gurrera        | 5º posto in Eccellenza Sicilia/A                                                               |

### Classifica
|  | Pos. | Squadra                         | Pt | G  | V  | N  | P  | GF | GS | DR  |
|  | ---- | ------------------------------- | -- | -- | -- | -- | -- | -- | -- | --- |
|  | 1.   | Athletic Club Palermo           | 75 | 30 | 23 | 6  | 1  | 72 | 20 | +52 |
|  | 2.   | Gela                            | 71 | 30 | 22 | 5  | 3  | 79 | 17 | +62 |
|  | 3.   | Sciacca                         | 53 | 30 | 14 | 11 | 5  | 43 | 30 | +13 |
|  | 4.   | San Giorgio Piana               | 52 | 30 | 14 | 10 | 6  | 43 | 27 | +16 |
|  | 5.   | Don Carlo Misilmeri             | 43 | 30 | 12 | 7  | 11 | 41 | 31 | +10 |
|  | 6.   | Marsala                         | 40 | 30 | 11 | 7  | 12 | 30 | 36 | -6  |
|  | 7.   | Accademia Trapani               | 40 | 30 | 12 | 4  | 14 | 43 | 47 | -4  |
|  | 8.   | Parmonval                       | 38 | 30 | 9  | 11 | 10 | 35 | 38 | -3  |
|  | 9.   | Folgore Castelvetrano (-3)      | 37 | 30 | 11 | 7  | 12 | 44 | 41 | +3  |
|  | 10.  | Castellammare                   | 36 | 30 | 9  | 9  | 12 | 33 | 38 | -5  |
|  | 11.  | San Vito Lo Capo                | 35 | 30 | 8  | 11 | 11 | 34 | 39 | -5  |
|  | 12.  | Casteldaccia                    | 33 | 30 | 10 | 3  | 17 | 34 | 52 | -18 |
|  | 13.  | Supergiovane Castelbuono        | 31 | 30 | 6  | 13 | 11 | 36 | 52 | -16 |
|  | 14.  | Oratorio S. Ciro e Giorgio (-1) | 26 | 30 | 7  | 6  | 17 | 27 | 57 | -30 |
|  | 15.  | Partinicaudace                  | 24 | 30 | 5  | 9  | 16 | 35 | 64 | -29 |
|  | 16.  | Lascari-Cefalù                  | 20 | 30 | 5  | 5  | 20 | 25 | 65 | -40 |

Legenda:
 Promozione diretta.
      Promossa in Serie D 2025-2026.
  Partecipa ai play-off o ai play-out.
      Retrocessa in Promozione 2025-2026.
 Retrocessione diretta.
Regolamento:
Tre punti a vittoria, uno a pareggio, zero a sconfitta.
La classifica avulsa tiene conto di:
- punti.
- punti negli scontri diretti.
- differenza reti negli scontri diretti.
- differenza reti generale.
- reti realizzate.
- sorteggio.

Note:
- Gela promosso in Serie D dopo aver vinto le finali nazionali dei play-off.

### Risultati

#### Tabellone
Aggiornato al 29 aprile 2025.
Ogni riga indica i risultati casalinghi della squadra segnata a inizio della riga, contro le squadre segnate colonna per colonna (che invece hanno giocato l'incontro in trasferta). Al contrario, leggendo la colonna di una squadra si hanno i risultati della stessa in trasferta, contro le squadre segnate in ogni riga, che invece hanno giocato l'incontro in casa.
|                            | ATP  | ACP  | CAS  | CLM  | DCM  | FOL  | GEL  | LAS  | MAR  | OCG  | PAR  | PRT  | SGP  | SVC  | SCI  | SUP  |
| -------------------------- | ---- | ---- | ---- | ---- | ---- | ---- | ---- | ---- | ---- | ---- | ---- | ---- | ---- | ---- | ---- | ---- |
| Accademia Trapani          | –––– | 3-4  | 1-2  | 2-4  | 3-2  | 1-0  | 0-1  | 5-1  | 0-0  | 1-0  | 0-0  | 2-1  | 0-2  | 2-1  | 0-2  | 4-1  |
| Athletic Club Palermo      | 4-2  | –––– | 2-1  | 3-0  | 2-0  | 5-1  | 3-1  | 2-0  | 2-1  | 4-0  | 1-0  | 1-1  | 4-0  | 3-0  | 0-1  | 2-0  |
| Casteldaccia               | 1-2  | 1-2  | –––– | 1-0  | 0-0  | 4-0  | 0-3  | 3-0  | 0-1  | 1-0  | 2-1  | 2-3  | 1-3  | 1-2  | 1-3  | 2-0  |
| Castellammare              | 0-2  | 1-4  | 2-2  | –––– | 1-2  | 1-1  | 0-3  | 2-0  | 3-0  | 1-1  | 1-3  | 5-0  | 1-0  | 1-1  | 1-0  | 0-0  |
| Don Carlo Misilmeri        | 0-1  | 1-1  | 4-0  | 1-0  | –––– | 1-2  | 1-0  | 2-0  | 1-1  | 5-1  | 3-1  | 4-0  | 2-1  | 2-0  | 1-2  | 2-2  |
| Folgore Castelvetrano      | 1-0  | 1-1  | 7-0  | 2-2  | 1-0  | –––– | 1-1  | 2-1  | 3-0  | 3-0  | 1-0  | 5-0  | 0-2  | 0-2  | 1-2  | 1-1  |
| Gela                       | 3-0  | 1-1  | 3-0  | 1-0  | 2-1  | 5-0  | –––– | 6-0  | 7-0  | 4-0  | 4-0  | 5-0  | 2-2  | 1-1  | 2-2  | 2-1  |
| Lascari-Cefalù             | 1-4  | 0-3  | 2-1  | 0-1  | 1-2  | 0-3  | 0-4  | –––– | 0-1  | 3-1  | 4-1  | 1-1  | 0-0  | 1-0  | 3-1  | 0-0  |
| Marsala                    | 2-0  | 1-2  | 1-0  | 2-0  | 0-1  | 1-0  | 0-2  | 4-1  | –––– | 1-0  | 0-3  | 2-1  | 0-1  | 0-0  | 0-2  | 6-0  |
| Oratorio S. Ciro e Giorgio | 1-1  | 0-1  | 1-0  | 4-3  | 1-0  | 3-3  | 0-1  | 2-1  | 1-0  | –––– | 2-2  | 1-0  | 0-1  | 1-2  | 2-0  | 2-5  |
| Parmonval                  | 1-1  | 0-1  | 1-0  | 0-0  | 0-0  | 2-1  | 0-1  | 2-1  | 2-2  | 3-0  | –––– | 0-0  | 1-0  | 1-0  | 1-1  | 1-3  |
| Partinicaudace             | 3-0  | 1-7  | 4-0  | 0-1  | 0-0  | 0-2  | 1-3  | 2-2  | 1-2  | 2-0  | 2-4  | –––– | 1-3  | 2-1  | 2-3  | 2-2  |
| San Giorgio Piana          | 3-1  | 0-2  | 2-2  | 2-0  | 2-1  | 0-0  | 2-0  | 1-1  | 2-1  | 6-2  | 3-1  | 1-1  | –––– | 0-0  | 0-0  | 0-0  |
| San Vito Lo Capo           | 0-3  | 1-1  | 0-1  | 1-1  | 2-0  | 1-0  | 1-5  | 5-1  | 0-0  | 0-0  | 1-1  | 3-2  | 0-2  | –––– | 3-3  | 3-0  |
| Sciacca                    | 3-1  | 1-1  | 0-2  | 0-0  | 2-0  | 2-0  | 0-2  | 2-0  | 1-1  | 1-1  | 1-1  | 1-1  | 2-1  | 2-1  | –––– | 2-0  |
| Supergiovane Castelbuono   | 3-1  | 0-3  | 2-3  | 0-1  | 2-2  | 3-2  | 0-4  | 2-0  | 0-0  | 2-0  | 2-2  | 1-1  | 1-1  | 2-2  | 1-1  | –––– |

## Play-out

### Finali
|                          | Risultati |                            | Luogo e data               |
| ------------------------ | --------- | -------------------------- | -------------------------- |
| Casteldaccia             | 0-0 (dts) | Partinicaudace             | Marineo, 4 maggio 2025     |
| Supergiovane Castelbuono | 2-2 (dts) | Oratorio S. Ciro e Giorgio | Castelbuono, 4 maggio 2025 |

## Girone B

### Squadre partecipanti
| Club                               | Città                     | Stadio                                          | Stagione precedente                                                  |
| ---------------------------------- | ------------------------- | ----------------------------------------------- | -------------------------------------------------------------------- |
| S.C. Città di Aci Sant'Antonio     | Aci Sant'Antonio (CT)     | Centro polisportivo comunale                    | 1º posto in Promozione Sicilia/C, promosso                           |
| A.S.D. Città di Avola 2020         | Avola (SR)                | Stadio Meno Di Pasquale                         | 2º posto in Promozione Sicilia/D, promosso dopo i play-off regionali |
| A.S.D. Polisportiva Gioiosa        | Gioiosa Marea (ME)        | Stadio comunale                                 | 3º posto in Promozione Sicilia/B, ripescata                          |
| F.C.D. Imesi Atletico Catania 1994 | Catania                   | Stadio comunale (Viagrande)                     | 8º posto in Eccellenza Sicilia/B                                     |
| A.S.D. Jonica F.C.                 | Santa Teresa di Riva (ME) | Stadio comunale                                 | 5º posto in Eccellenza Sicilia/B                                     |
| A.P.D. Leonfortese 1967            | Leonforte (EN)            | Stadio comunale                                 | 15º posto in Eccellenza Sicilia/B, salva dopo il play-out            |
| S.S. Leonzio 1909 S.S.D. a r.l.    | Lentini (SR)              | Stadio Angelino Nobile                          | 14º posto in Eccellenza Sicilia/B, salvo dopo il play-out            |
| A.S.D. Mazzarrone Calcio           | Mazzarrone (CT)           | Stadio comunale                                 | 9º posto in Eccellenza Sicilia/B                                     |
| A.S.D. S.S. Milazzo                | Milazzo (ME)              | Stadio Marco Salmeri                            | 4º posto in Eccellenza Sicilia/B                                     |
| A.S.D. Città di Misterbianco       | Misterbianco (CT)         | Stadio Valentino Mazzola                        | 11º posto in Eccellenza Sicilia/B                                    |
| A.S.D. Modica Calcio               | Modica (RG)               | Stadio Vincenzo Barone                          | 3º posto in Eccellenza Sicilia/B                                     |
| A.S.D. Nebros                      | Acquedolci (ME)           | Stadio Enzo Vasi (Gliaca)                       | 7º posto in Eccellenza Sicilia/B                                     |
| A.S.D. Sport Club Palazzolo        | Palazzolo Acreide (SR)    | Stadio Scrofani-Salustro                        | 4º posto in Promozione Sicilia/D, ripescato                          |
| A.S.D. Real Siracusa               | Siracusa                  | Stadio Nicola De Simone                         | 10º posto in Eccellenza Sicilia/B                                    |
| A.S.D. Rosmarino                   | Militello Rosmarino (ME)  | Stadio Biagio Fresina (Sant'Agata di Militello) | 1º posto in Promozione Sicilia/B, promosso                           |
| A.S.D. F.C. Vittoria               | Vittoria (RG)             | Stadio Gianni Cosimo                            | 1º posto in Promozione Sicilia/D, promosso                           |

### Classifica
|  | Pos. | Squadra               | Pt | G  | V  | N  | P  | GF | GS | DR  |
|  | ---- | --------------------- | -- | -- | -- | -- | -- | -- | -- | --- |
|  | 1.   | Milazzo               | 66 | 30 | 19 | 9  | 2  | 41 | 11 | +30 |
|  | 2.   | Modica                | 64 | 30 | 19 | 7  | 4  | 53 | 21 | +32 |
|  | 3.   | Vittoria              | 60 | 30 | 18 | 6  | 6  | 64 | 27 | +37 |
|  | 4.   | Avola                 | 55 | 30 | 15 | 10 | 5  | 42 | 26 | +16 |
|  | 5.   | Nebros                | 51 | 30 | 14 | 9  | 7  | 25 | 18 | +7  |
|  | 6.   | Atletico Catania 1994 | 41 | 30 | 12 | 5  | 13 | 34 | 33 | +1  |
|  | 7.   | Gioiosa               | 40 | 30 | 10 | 10 | 10 | 26 | 26 | 0   |
|  | 8.   | Leonzio               | 40 | 30 | 11 | 7  | 12 | 30 | 26 | +4  |
|  | 9.   | Palazzolo             | 39 | 30 | 10 | 9  | 11 | 50 | 34 | +16 |
|  | 10.  | Leonfortese           | 36 | 30 | 7  | 15 | 8  | 24 | 30 | -6  |
|  | 11.  | Rosmarino             | 35 | 30 | 9  | 8  | 13 | 29 | 34 | -5  |
|  | 12.  | Jonica (-1)           | 34 | 30 | 9  | 8  | 13 | 27 | 35 | -8  |
|  | 13.  | Mazzarrone (-1)       | 32 | 30 | 7  | 12 | 11 | 36 | 42 | -6  |
|  | 14.  | Aci Sant'Antonio      | 26 | 30 | 6  | 8  | 16 | 33 | 51 | -18 |
|  | 15.  | Real Siracusa         | 25 | 30 | 6  | 7  | 17 | 31 | 57 | -26 |
|  | 16.  | Misterbianco          | 6  | 30 | 0  | 6  | 24 | 20 | 94 | -74 |

Legenda:
 Promozione diretta.
      Promossa in Serie D 2025-2026.
  Partecipa ai play-off o ai play-out.
      Qualificata alla fase nazionale dei play-off.
      Retrocessa in Promozione 2025-2026.
 Retrocessione diretta.
Regolamento:
Tre punti a vittoria, uno a pareggio, zero a sconfitta.
La classifica avulsa tiene conto di:
- punti.
- punti negli scontri diretti.
- differenza reti negli scontri diretti.
- differenza reti generale.
- reti realizzate.
- sorteggio.

Note:
Jonica e Mazzarrone scontano 1 punto di penalizzazione.

### Risultati

#### Tabellone
Aggiornato al 29 aprile 2025.
Ogni riga indica i risultati casalinghi della squadra segnata a inizio della riga, contro le squadre segnate colonna per colonna (che invece avranno giocato l'incontro in trasferta). Al contrario, leggendo la colonna di una squadra si avranno i risultati ottenuti dalla stessa in trasferta, contro le squadre segnate in ogni riga, che invece avranno giocato l'incontro in casa.
|                        | ASA  | IAC  | AVO  | GIO  | JON  | LFR  | LEO  | MAZ  | MIL  | MIS  | MOD  | NEB  | PAL  | RSB  | ROS  | VIT  |
| ---------------------- | ---- | ---- | ---- | ---- | ---- | ---- | ---- | ---- | ---- | ---- | ---- | ---- | ---- | ---- | ---- | ---- |
| Aci Sant'Antonio       | –––– | 0-1  | 0-2  | 2-0  | 2-0  | 1-1  | 0-2  | 1-0  | 2-6  | 6-0  | 1-2  | 0-1  | 1-1  | 1-1  | 4-0  | 0-2  |
| Imesi Atletico Catania | 2-2  | –––– | 0-1  | 2-0  | 1-2  | 0-2  | 1-3  | 3-2  | 2-2  | 3-1  | 0-1  | 2-0  | 2-0  | 1-2  | 2-0  | 0-1  |
| Avola                  | 2-0  | 2-0  | –––– | 2-2  | 0-0  | 1-1  | 2-1  | 2-0  | 0-0  | 5-1  | 1-0  | 0-0  | 1-0  | 4-1  | 1-0  | 1-2  |
| Gioiosa                | 1-1  | 1-1  | 1-1  | –––– | 1-2  | 0-0  | 2-0  | 0-0  | 0-1  | 2-0  | 0-1  | 1-0  | 1-1  | 1-0  | 2-0  | 1-0  |
| Jonica                 | 3-1  | 0-1  | 0-3  | 0-2  | –––– | 1-1  | 1-0  | 1-1  | 0-1  | 5-0  | 0-1  | 0-1  | 0-4  | 2-0  | 0-0  | 3-2  |
| Leonfortese            | 0-2  | 1-1  | 2-0  | 0-0  | 0-2  | –––– | 1-0  | 1-1  | 0-2  | 3-3  | 0-0  | 0-1  | 0-2  | 1-0  | 1-0  | 0-3  |
| Leonzio                | 1-1  | 0-2  | 0-0  | 0-1  | 1-0  | 0-0  | –––– | 3-1  | 1-0  | 6-0  | 0-2  | 0-0  | 3-1  | 1-0  | 1-0  | 1-1  |
| Mazzarrone             | 2-2  | 2-0  | 2-2  | 2-1  | 0-3  | 2-2  | 1-1  | –––– | 0-1  | 7-1  | 0-0  | 2-1  | 0-0  | 2-2  | 0-0  | 1-3  |
| Milazzo                | 3-0  | 1-0  | 3-0  | 1-0  | 0-0  | 2-0  | 0-0  | 0-1  | –––– | 2-0  | 2-1  | 0-0  | 3-0  | 1-0  | 1-0  | 0-0  |
| Misterbianco           | 0-0  | 1-1  | 1-2  | 1-2  | 0-0  | 1-2  | 0-2  | 0-1  | 1-3  | –––– | 3-4  | 0-1  | 0-4  | 1-1  | 1-7  | 0-7  |
| Modica                 | 4-0  | 1-0  | 2-1  | 0-0  | 3-1  | 0-0  | 1-0  | 3-1  | 0-1  | 4-0  | –––– | 0-0  | 2-2  | 6-2  | 3-0  | 3-2  |
| Nebros                 | 3-1  | 3-2  | 0-0  | 2-1  | 1-0  | 0-0  | 1-0  | 1-2  | 1-1  | 2-0  | 1-0  | –––– | 2-1  | 1-0  | 0-0  | 2-1  |
| Palazzolo              | 5-1  | 1-2  | 5-2  | 2-2  | 2-0  | 4-0  | 0-2  | 1-1  | 0-1  | 1-1  | 0-1  | 0-0  | –––– | 3-0  | 2-0  | 1-2  |
| Real Siracusa          | 2-0  | 0-1  | 1-2  | 0-1  | 0-0  | 1-5  | 2-1  | 3-2  | 0-0  | 4-1  | 2-5  | 2-0  | 0-0  | –––– | 0-4  | 2-5  |
| Rosmarino              | 3-1  | 1-0  | 0-0  | 1-0  | 1-1  | 0-0  | 3-0  | 1-0  | 0-1  | 2-1  | 0-2  | 1-0  | 2-6  | 1-1  | –––– | 2-2  |
| Vittoria               | 1-0  | 0-1  | 1-2  | 3-0  | 5-0  | 0-0  | 2-0  | 3-0  | 2-2  | 5-1  | 1-1  | 1-0  | 2-1  | 4-2  | 1-0  | –––– |

### Semifinali
|          | Risultati |       | Luogo e data            |
| -------- | --------- | ----- | ----------------------- |
| Vittoria | 1-1       | Avola | Vittoria, 4 maggio 2025 |

### Finale
|        | Risultati |          | Luogo e data           |
| ------ | --------- | -------- | ---------------------- |
| Modica | 1-0       | Vittoria | Modica, 11 maggio 2025 |

## Play-out

### Finali
|            | Risultati |                  | Luogo e data                        |
| ---------- | --------- | ---------------- | ----------------------------------- |
| Jonica     | 0-2       | Real Siracusa    | Santa Teresa di Riva, 4 maggio 2025 |
| Mazzarrone | 1-0       | Aci Sant'Antonio | Mazzarrone, 4 maggio 2025           |